# 愛回溫
《愛回溫》是台灣歌手溫嵐的第一張新歌加精選專輯，於2005年6月3日發行，同時也是她與阿爾發音樂合作的最後一張專輯，收錄4首新歌及20首溫嵐在阿爾發音樂時期的暢銷歌曲。

## 曲目
- CD1：岚色情人

1. 爱回温
2. 离不开他
3. 第六感
4. 蓝色雨
5. 能不能 - 溫嵐/王威登
6. 眼泪知道
7. 爱你的两个我
8. 地狱天使
9. 祝我生日快樂(周杰倫無與倫比演唱會合唱版) - 溫嵐/周杰倫
10. 北斗星
11. 屋顶(2001合唱版) - 溫嵐/周杰倫

- CD2：节奏蓝调

1. 女力
2. 满月
3. 主动
4. Can U Feel It
5. 海滩
6. 冰河
7. L.A.N.D.Y.
8. 走
9. 发烫
10. 不吵不闹
11. 仰望天空
12. 人来疯